# Cassis tessellata
Cassis tessellata — вид большой морской улитки, хищного морского брюхоногого моллюска семейства шлемовидок лат. Cassidae из рода шишаков лат. Cassis.. Английское название этого вида также включает понятие «шлема»: англ. «West African helmet» (буквально: «западноафриканский шлем»).
Раковина конусовидная с уплощенной вершиной, светлая с более темными симметричными пятнами. По внешней поверхности расположены небольшие короткие шипы. Как и у остальных представителей этого рода, сифон (короткий и узкий) сильно отогнут назад. Со стороны устья раковина белая. Размер раковин взрослых особей варьирует от 66 до 300 мм.
C. tessellata относятся к морскому бентосу; обитают в субтропиках на глубинах от 1 до 50 м.
Размножаются половым путем. Тела отмерших моллюсков C. tessellata образуют прибрежные морские донные отложения.
Этот вид встречается в Карибском море и в Атлантическом океане вдоль Кабо-Верде и от Сенегала до Анголы.